# Оді Леон Мерфі
Оді Леон Мерфі (англ. Audie Leon Murphy; нар. 20 червня 1925, Кінгстон, Гант, Техас — пом. 28 травня 1971, Браш маунт, поблизу Катоба, Роаноук, Вірджинія) — американський військовослужбовець, перший лейтенант армії США часів Другої світової війни, кавалер Медалі Пошани, удостоєний найбільшої кількості нагород за особисту мужність і героїзм на полі бою, а також іноземними орденами, у тому числі французьким Орденом почесного легіону. Найвищу нагороду — Медаль Пошани — здобув у віці 19 років, коли у січні 1945 року протягом години практично один стримував атаку роти німецьких солдатів, а згодом неодноразово поранений та без боєприпасів організував контратаку в боях у Кольмарському котлі.
Після війни Мерфі розпочав 21-річну кар'єру професійного актора і за два десятиліття знявся в 44 фільмах, переважно у фільмах-вестернах. У 1955 році зіграв себе в автобіографічній стрічці «До пекла та назад».
Загинув в авіакатастрофі в горах Вірджинії у травні 1971 року, коли летів пасажиром на борту літака Aero Commander 680.

## Біографія

### Дитинство
Оді Мерфі народився 20 червня 1925 року сьомим із дванадцяти дітей бідної сім'ї ірландських селян-орендаторів Емметта Беррі Мерфі та його дружини Джозі Белл Кіліан у невеличкому містечку Кінгстон на північному сході штату Техас. Батько Оді покинув свою жінку з дітьми напризволяще, тому після 5-го класу початкової школи молодику довелось заробляти на життя, працюючи на бавовняних плантаціях за долар у день і займаючись полюванням на прожиття. Завдяки цьому він здобув відмінні навички поводження зі зброєю та навчився влучно стріляти з рушниці. У 1941 році від ендокардиту та пневмонії померла мати Оді Мерфі, й той змушений був шукати собі роботу для того, щоб підтримати малечу та заробити дещиця грошей на їхнє утримання.

### Друга світова
Після нападу японців на Перл-Гарбор у грудні 1941 року, Мерфі спробував потрапити на військову службу, але через малий вік, зріст та брак ваги його не прийняли. Тільки 30 червня 1942, коли його сестра підробила дату народження брата, Оді прийняли до лав армії США. Юнак пройшов базове тренування на базі Кемп-Волтерс та був відправлений для підвищення кваліфікації до Форт Міду, де відзначився як один з найкращих стрільців.
20 лютого 1943 року Мерфі у складі роти «B», 1-го батальйону, 15-го піхотного полку, 3-ї піхотної дивізії під командуванням генерал-майора Лучіана Траскотта висадився на узбережжя Французького Марокко у Касаблаці. Після довгих тренувань та навчань у Північної Африці, підрозділ Мерфі взяв участь у висадці морського десанту в Сицилії. 7 травня 1943 року молодого вояка підвищили до рядового першого класу, а 15 липня — у капрали.
10 липня 1943 року 3-я дивізія висадилася поблизу сицилійської Лікати. Незабаром під час розвідувального патрулювання біля Канікатті, Мерфі вбив двох італійських офіцерів, що намагалися втекти. В подальшому бився разом з підрозділом у боях на острові, а у вересні 1943 висадився біля Баттіпалья під час морського десанту у Салерно. В одному з боїв біля річки Вольтурно він з товаришами потрапив у засідку, попри вогнь супротивника з кулемета впритул, Мерфі з другом спромоглися швидко відреагувати на ситуацію та закидали німців гранатами, вбивши п'ятьох з них. У жовтні в одній із сутичок у Міньяно-Монте-Лунго він знищив у бою трьох та захопив у полон ще чотирьох німецьких солдатів. 13 грудня йому присвоїли звання сержанта, а в січні — штаб-сержанта.
21 січня Мерфі госпіталізували з малярією в Неаполі, тому він не зміг взяти участь у морському десанті на плацдарм Анціо. Однак, після одужання, 29 січня штаб-сержант Мерфі повернувся до строю, й активно бився у бою при Чистерна-ді-Латіна. За проявлену рішучість та лідерські якості призначений головним сержантом взводу. Протягом весни його підрозділ вів боротьбу з німцями на оборонних рубежах останніх в Італії, здійснив чимало вилазок у тил супротивника, захоплюючи німецьких вояків у полон. За бої в Італії його нагородили Бронзовою зіркою, а згодом він удостоївся дубового листя до відзнаки.
4 червня 1944 року американські війська увійшли до Риму, й батальйон Мерфі перебував тут протягом червня та липня.
15 серпня 1944 року Мерфі висадився з першою хвилею морського десанту на плацдарм «Жовтий» на берегу південної Франції, поблизу містечка Раматюель. В одному з перших боїв у Франції молодий сержант знову відмінно проявив себе, він захопив кулеметне гніздо супротивника і, за допомогою трофейного кулемета, знищив кілька вогневих точок німців, за що був нагороджений Хрестом «За видатні заслуги» — другою за значенням військовою нагородою американської армії. За мужність у боях 27—28 серпня 1944 року за Монтелімар, його з товаришами заохотили Президентською відзнакою. 15 вересня він отримав поранення уламками від розриву міни, за що був нагороджений першою медаллю «Пурпурове Серце».
У подальшому Мерфі продовжував битися у Франції, був двічі нагороджений за хоробрість медаллю «Срібна зірка». 14 жовтня 1944 року його підвищили в офіцери, з присвоєнням звання другого лейтенанта і призначенням на посаду командира взводу. Через 12 днів після цього, у бою біля Екс-ан-Прованс, у сутичці з німецькими снайперами він отримав кульове поранення в стегно і був відправлений з передової до шпиталю. Американські війська, що наступали на Західному фронті, зазнавали великих втрат, і просування по службових сходах йшло швидко; не встигши оговталися остаточно від поранення, він повернувся до своєї частини й, 25 січня 1945 року, його вже було призначено командиром роти і того ж дня він знову був поранений, цього разу шматками мінометної міни, але залишився в строю.
Наприкінці січня 1945 року 3-я дивізія билася проти німецьких частин, що опинились в оточенні в Кольмарському котлі. У ході запеклого бою за французьке містечко Ольцвір рота лейтенанта Мерфі зазнала важких втрат, у строю підрозділу лишалось тільки 19 осіб з 128. Командир роти наказав солдатам, що вціліли, відступати до найближчого лісу, а сам залишився на ротному КП, відстрілюючись з карабіна M1 по німцях, що атакували його пункт, і корегуючи вогонь артилерії по телефону. Коли у нього скінчилися набої, він з польовим телефоном перебрався в підбитий і палаючий винищувач танків М10, котрий стояв поруч з позиціями, й продовжив відстрілюватися з встановленого на башті самохідної установки кулемета M2. Він був легко поранений ще раз, в ногу, але залишив позицію тільки коли залишився без боєприпасів. Після цього він зібрав залишки роти, та ігноруючи власні поранення організував контратаку і зумів вибити німців з рубежу. У ході бою Мерфі особисто вбив або поранив близько 50 солдатів противника. За проявлений героїзм він був удостоєний найвищої військової нагороди США — Медалі Пошани. Після нагородження він був відкликаний з передової.
16 лютого лейтенант Мерфі був підвищений у званні до першого лейтенанта та нагороджений Легіоном Заслуг за вміле керівництво ротою в бойових умовах. Після цих боїв заслуженого офіцера відкликали з фронту та призначили до полкового штабу.
Перший лейтенант Оді Мерфі був нагороджений усіма бойовими відзнаками, що присвоюються американським військовим армії за мужність, проявлену на полі бою.

### Післявоєнний час
Після повернення з війни, 20-річний офіцер страждав від безсоння, депресії й спав із зарядженим пістолетом під подушкою; як згодом виявили лікарі, хлопець мучився від наслідків бойових психічних травм та посттравматичного стресового розладу.
25 червня 1950 року на Далекому Сході в Кореї спалахнула чергова війна, й Оді Мерфі записався до лав 36-ї дивізії Національної гвардії армії США, що становила основу Національної гвардії армії штату Техас. Згодом йому присвоїли військове звання капітан, він займався тренуваннями молодого поповнення у навчальних центрах та на полігонах. Увесь цей час Мерфі палав бажанням потрапити на війну, однак 36-ту дивізію так і не відправили на Корейський півострів. Більш того, підписаний контракт із компанією Metro-Goldwyn-Mayer передбачав його постійну зайнятість на кінопробах та зніманнях кінострічок, тому Мерфі довелось відмовитися від військової кар'єри й перейти в неактивний резерв служби. Проходження військової служби у Національній гвардії він завершив в ранзі майора в 1966 році.

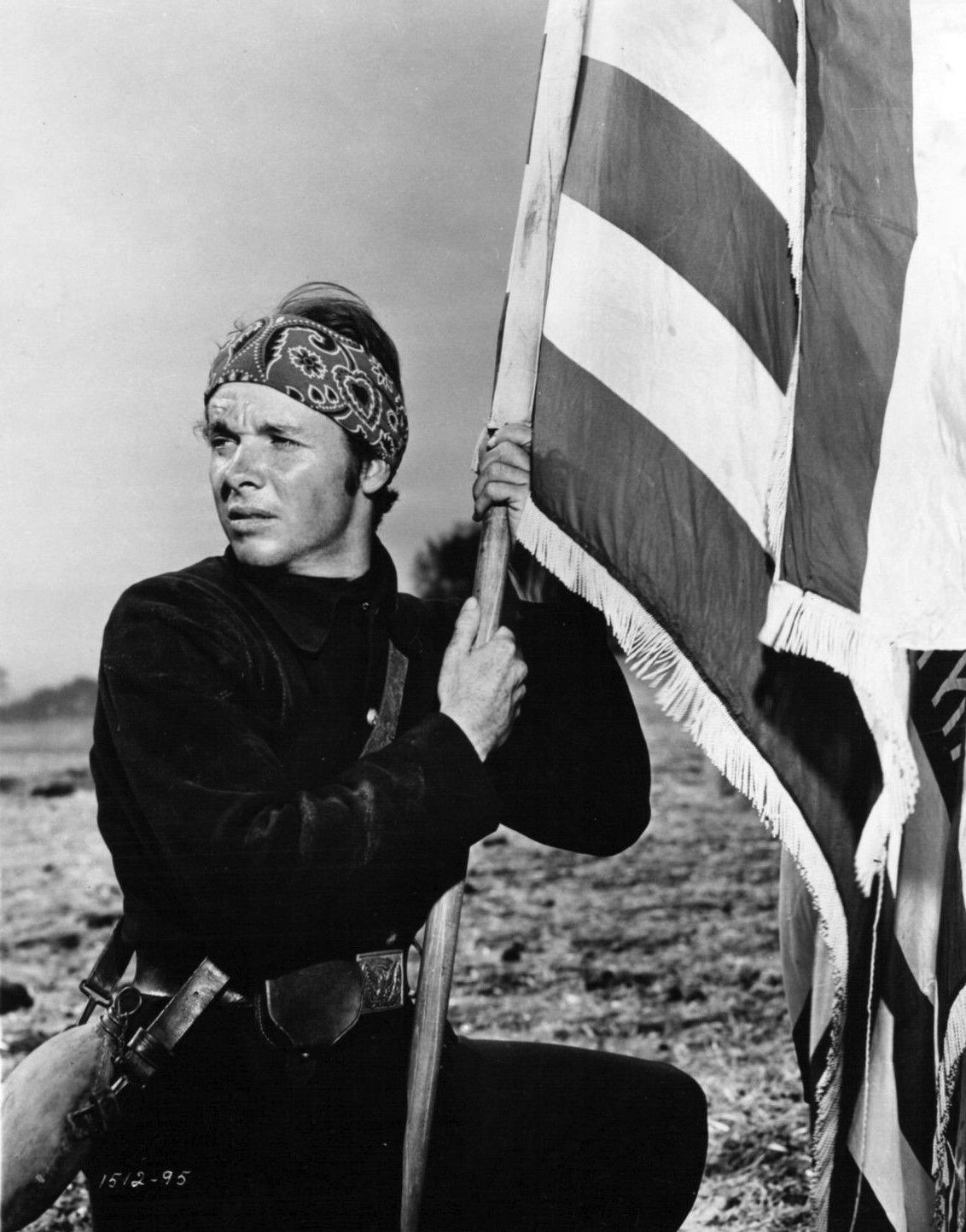
Оді Леон Мерфі у фільмі. 1953

## Кар'єра в кінематографі
У липні 1945 року відомий американський актор і продюсер Джеймс Кегні побачив на обкладинці журналу «Лайф» світлину із зображенням «найбільш декорованого» бойовими орденами та медалями воїна американської армії й запропонував йому спробувати себе на ниві кіноіндустрії в Голлівуді. У вересні того ж року Оді перебрався до Голлівуду. Військова слава ніяк не вплинула на його просування по кар'єрних сходах, і Мерфі перші три роки перебивався епізодичними ролями в малобюджетних фільмах. Все змінилося зі зйомками в драмі Поганий хлопець 1948 року, коли критики відзначили його гру. Після цього Оді уклав контракт з компанією «Universal Studios».
Він зіграв самого себе в байопіку «До пекла та назад» 1955 року, в основу якого лягла книга мемуарів 1949 року. Більшу ж частину кінокар'єри Оді знімався у вестернах. Одним з комерційно успішних вестернів за його участю стала картина «Кід з Техасу» 1950 року. Надалі Мерфі був запрошеною зіркою різних телесеріалів, а також очолив акторський ансамбль серіалу «Whispering Smith». Він знявся в таких фільмах як «Багряний знак мужності», «Дуель на Срібному струмку», «Тримайся подалі від Діабло», «Тихий американець», «Немає імені на кулі» і «Непрощена» та в інших. Останніми його кінопроєктами стали фільми «40 гвинтівок на перевалі апачів» і «Час вмирати».
В останні кілька років свого життя актор постраждав від фінансових труднощів. Однак разом з цим він відмовлявся зніматися в рекламі алкогольної та тютюнової продукції, не бажаючи перетворюватися на поганий приклад для наслідування. Протягом своєї акторської кар'єри Оді Мерфі знявся у більш ніж 40 кінострічках та одному телевізійному серіалі.

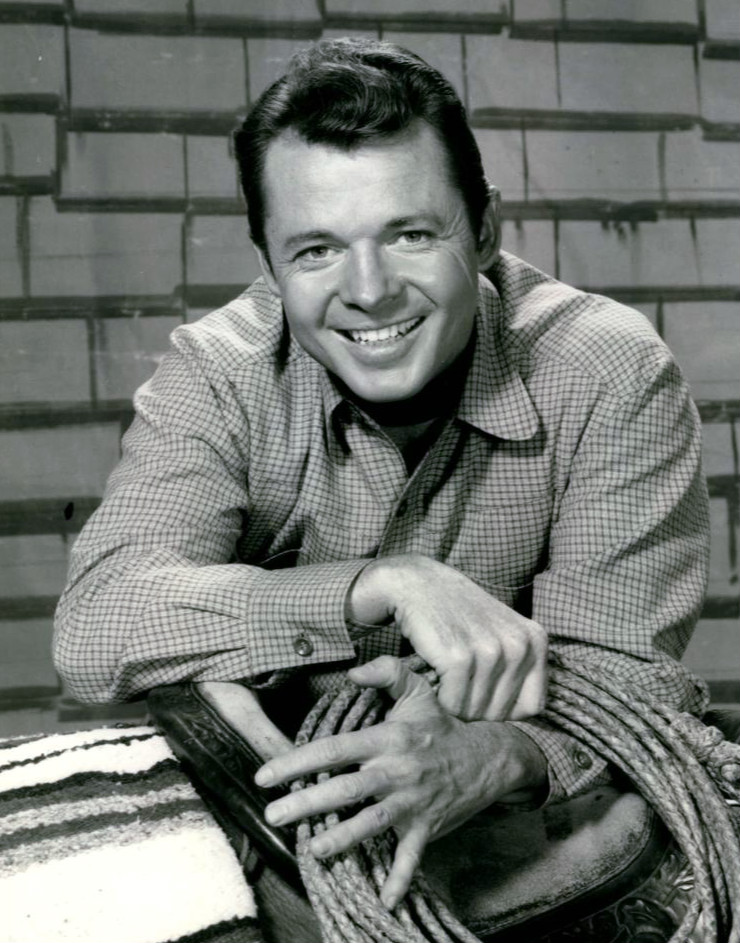
Оді Мерфі у серіалі. 1961

## Загибель
Оді Леон Мерфі загинув 28 травня 1971 року у віці 45 років у наслідок авіаційної катастрофи, коли приватний літак, на борту якого він був пасажиром, в умовах нульової видимості, дощу та туману врізався в гору поблизу Браш Маунт, біля Котоба, штат Вірджинія. Двомоторний Aero Commander 680, що здійснював рейс з Атланти до Мартинсвілля з п'ятьма пасажирами, був знайдений 31 травня пошуковою експедицією.
7 червня 1971 року тіло загиблого героя війни було поховано з військовими почестями на Арлінгтонському національному цвинтарі в присутності представника США в ООН Дж. В.Буша, начальника штабу Армії США В. Вестморленда, ветеранів 3-ї піхотної дивізії та багатьох інших шанувальників національного героя.